# 1974 en jeu
Chronologie du jeu
- 1970
- 1971
- 1972
- 1973
- 1974
- 1975
- 1976
- 1977
- 1978

Cet article présente les faits marquants de l'année 1974 concernant le jeu.

## Événements
- Création de l'éditeur West End Games

## Sortie ou invention
- Donjons et Dragons (D&D) de Gary Gygax et Dave Arneson, version dite “original”, OD&D, ou bien “woodgrain” : premier jeu de rôle publié.
- Rubik's Cube par Ernő Rubik.
- Wooden Ships and Iron Men.
- La Bonne Paye (Jour de Paye au Québec), jeu de société édité par Parker et fondé sur un principe mélangeant jeu de l'oie et Monopoly[1].